# Vought HVM
HVM ([eɪtʃ viː em] чит. «Эйч-ви-эм», акр. Hyper-Velocity Missile, с англ. «гиперзвуковая ракета», войсковой индекс не присваивался) — американская гиперзвуковая противотанковая управляемая ракета с лазерным наведением и кинетическим поражающим элементом. Предназначалась для интеграции в комплексы управляемого вооружения штурмовиков и многоцелевых истребителей (а в перспективе ударных вертолётов и вертолётов огневой поддержки) для борьбы с колоннами бронетехники противника на марше и на стоянке. Была разработана в 1980-е годы компанией Vought Missiles and Advanced Programs в Далласе, штат Техас, по заказу ВВС США. Разработка велась параллельно с одноименным проектом компании Lockheed. Обе ракеты являлись составной частью авиационного комплекса вооружения, включавшего помимо них съёмное пусковое устройство и систему управления. Проект в итоге был свёрнут в целях экономии бюджетных средств. Исходная стоимость ракеты оценивалась военными в $5 тыс. за штуку, что было в 15—30 раз дешевле конвенциональных УРВП (в среднем, от $75 до $150 тыс.) в инвентаре военных лётчиков.

## Предыстория

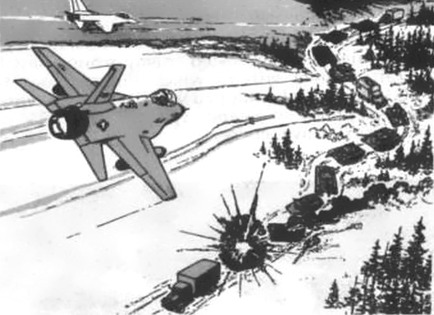
Истребители F-16 обстреливают мехколонну противника (рисунок)

Началу работ над гиперзвуковыми УРВП в равной степени способствовало с одной стороны совершенствование средств войсковой противовоздушной обороны СССР, становившихся всё более скорострельными, а с другой стороны продиктованная этим обстоятельством необходимость увеличения скорости полёта штурмовой авиации США при встрече с сухопутными силами противника для предельной минимизации времени пребывания в зоне поражения средств ПВО вероятного противника диктовали разработку такого авиационного вооружения и систем управления им, которые бы позволили в перспективе произвести обстрел максимального количества целей в минимальный отрезок времени, позволив американским истребителям-бомбардировщикам и штурмовикам в один заход уничтожить наибольшее количество военной техники противника при этом минимально подставляя себя под ответный огонь, гиперзвуковая скорость ракет таким образом выступала фактором сокращения времени, потребного на обстрел целей, одновременно не позволяя противнику своевременно среагировать на обстрел (так как весь моделируемый бой, от вылета ракеты из контейнера до попадания в цель, происходил в мгновение ока) в отличие от стандартного противотанкового управляемого вооружения авиации, позволяя ей действовать с подскока и максимально использовать преимущества фактора внезапности. Кроме того, к разработке такого рода оружия подталкивали соображения экономического характера, а именно соотношение затрат на уничтожение одной цели при помощи гиперзвуковой ракеты в сравнении с более дорогостоящими образцами УРВП типа Maverick ($8,5 тысяч против $123,6 тыс.).

## История
| Эволюционное древо семейства кинетического оружия Lockheed и Vought \| Lockheed HVM \| Lockheed HVM \| Lockheed HVM \| Lockheed HVM \| Lockheed HVM \| Lockheed HVM \| \| \| \| \| Vought HVM \| Vought HVM \| Vought HVM \| Vought HVM \| Vought HVM \| Vought HVM \| \| \| \| \| \| \| \| \| \| \| \| \| \| Lockheed HVM \| Lockheed HVM \| Lockheed HVM \| Lockheed HVM \| Lockheed HVM \| Lockheed HVM \| \| \| \| \| Vought HVM \| Vought HVM \| Vought HVM \| Vought HVM \| Vought HVM \| Vought HVM \| \| \| \| \| \| \| \| \| \| \| \| \| \| \| \| \| \| \| \| KEM \| KEM \| KEM \| KEM \| KEM \| KEM \| \| \| CAT/FCS \| CAT/FCS \| CAT/FCS \| CAT/FCS \| CAT/FCS \| CAT/FCS \| \| \| \| \| \| \| \| \| \| \| \| \| \| \| \| KEM \| KEM \| KEM \| KEM \| KEM \| KEM \| \| \| CAT/FCS \| CAT/FCS \| CAT/FCS \| CAT/FCS \| CAT/FCS \| CAT/FCS \| \| \| \| \| \| \| \| \| \| \| \| \| \| \| \| \| \| \| \| \| \| \| \| \| \| \| \| \| \| \| \| \| \| \| \| \| \| \| \| \| \| \| LOSAT \| LOSAT \| LOSAT \| LOSAT \| LOSAT \| LOSAT \| \| \| ADKEM \| ADKEM \| ADKEM \| ADKEM \| ADKEM \| ADKEM \| \| \| \| \| \| \| \| \| \| \| \| \| \| \| \| LOSAT \| LOSAT \| LOSAT \| LOSAT \| LOSAT \| LOSAT \| \| \| ADKEM \| ADKEM \| ADKEM \| ADKEM \| ADKEM \| ADKEM \| \| \| \| \| \| \| \| \| \| \| \| \| \| \| \| CKEM \| \| \| \| \| \| \| \| \| \| \| \| \| \| \| \| \| \| \| \| \| \| \| \| |              |              |              |              |              |       |       |       |       |            |            |            |            |            |            |         |         |         |         |  |  |  |  |  |  |  |  |
| Lockheed HVM | Lockheed HVM | Lockheed HVM | Lockheed HVM | Lockheed HVM | Lockheed HVM |       |       |       |       | Vought HVM | Vought HVM | Vought HVM | Vought HVM | Vought HVM | Vought HVM |         |         |         |         |  |  |  |  |  |  |  |  |
| Lockheed HVM | Lockheed HVM | Lockheed HVM | Lockheed HVM | Lockheed HVM | Lockheed HVM |       |       |       |       | Vought HVM | Vought HVM | Vought HVM | Vought HVM | Vought HVM | Vought HVM |         |         |         |         |  |  |  |  |  |  |  |  |
| |              |              |              |              |              | KEM   | KEM   | KEM   | KEM   | KEM        | KEM        |            |            | CAT/FCS    | CAT/FCS    | CAT/FCS | CAT/FCS | CAT/FCS | CAT/FCS |  |  |  |  |  |  |  |  |
| |              |              |              |              |              | KEM   | KEM   | KEM   | KEM   | KEM        | KEM        |            |            | CAT/FCS    | CAT/FCS    | CAT/FCS | CAT/FCS | CAT/FCS | CAT/FCS |  |  |  |  |  |  |  |  |
| |              |              |              |              |              |       |       |       |       |            |            |            |            |            |            |         |         |         |         |  |  |  |  |  |  |  |  |
| |              |              |              | LOSAT        | LOSAT        | LOSAT | LOSAT | LOSAT | LOSAT |            |            | ADKEM      | ADKEM      | ADKEM      | ADKEM      | ADKEM   | ADKEM   |         |         |  |  |  |  |  |  |  |  |
| |              |              |              | LOSAT        | LOSAT        | LOSAT | LOSAT | LOSAT | LOSAT |            |            | ADKEM      | ADKEM      | ADKEM      | ADKEM      | ADKEM   | ADKEM   |         |         |  |  |  |  |  |  |  |  |
| |              |              |              | CKEM         |              |       |       |       |       |            |            |            |            |            |            |         |         |         |         |  |  |  |  |  |  |  |  |

Разработка
Контракты с Vought и Lockheed на разработку ракет и проведение опытно-конструкторских работ были заключены Лабораторией вооружения ВВС США в декабре 1981 года и предусматривали изготовление и предъявление на государственные испытания в течение двух лет опытных прототипов гиперзвуковых противотанковых ракет. По условиям контракта в расходный фонд Lockheed выделялось $11,2 млн из бюджета ВВС на испытательные нужды. Победитель соревнования в перспективе получал контракт на серийное производство ракет в промышленных количествах.
Испытания
Заводские испытания ракет и отдельных компонентов велись на базе собственных испытательных объектов Vought. Результаты испытаний лазерной аппаратуры наведения оценивались как превосходящие требования тактико-технического задания в части точности наведения. Полигонные испытания ракет проходили главным образом на полигоне «Уайт-Сэндз» в штате Нью-Мексико. Первые испытания неуправляемых ракет состоялись в конце июня 1982 года. С 20-х чисел октября того же года стартовали запуски управляемых ракет с наземных пусковых установок со стрельбой по танкам-мишеням для проверки нормальной работы лазерной системы наведения.

Несмотря на то, что Департамент ВВС США запросил на нужды испытаний на 1982 бюджетный год только $992 тыс. (что было относительно скромной суммой по меркам программ американского управляемого вооружения), фискальные органы обеих палат (Конгресс и Сенат США) оказали отчаянное сопротивление продолжению финансирования проекта. Испытания ракет с системой наведения начались в марте 1983 года. В октябре 1984 года, ВВС, Армия и Корпус морской пехоты США достигли договорённости о совместной работе над HVM с целью принятия её на вооружение в обозримом будущем и с перспективой разработки на её основе сухопутного варианта для запуска с самоходного носителя. С этого времени, программа разработки HVM являлась уже общевойсковой, курировалась Министерством обороны США, наравне с ВВС в ней участвовал КМП, предполагавший оснащать ракетами палубные истребители-бомбардировщики, и Армия, намеревавшаяся закупать ракеты для вооружения ударных вертолётов и сухопутных боевых машин. Несмотря на это, по соображениям финансового характера проект пришлось свернуть.
Возобновление работы
В 1988 году компания LTV Aerospace and Defense Company (материнская компания Vought) в паре с компанией Texas Instruments в рамках программы AAWS-H предложили на рассмотрение Управления ракетных войск Армии США вариант HVM, адаптированный для запуска с сухопутного носителя в качестве тяжёлого противотанкового ракетного комплекса, получившего название KEM.

## Устройство
Комплекс управляемого вооружения включал в себя следующие составные элементы:
Система управления ракетным вооружением
Система управления ракетным вооружением позволяла пилоту или оператору бортового вооружения производить прицельный обстрел одновременно до десяти индивидуальных рассредоточенных целей. Лазерная станция передачи команд имела десять линз-передатчиков на углекислотном лазере, одновременно сопровождавших десять ракет в полёте и передававших команды управления на бортовую электронику ракет. Интенсивность лазерного излучателя и мощность лазерного луча позволяли просвечивать сквозь дым, туман, ракетный выхлоп. Прицельно-дальномерный комплекс сопрягался с тепловизионными приборами и оптическими датчиками движения, непрерывно сканировал обозреваемую местность при любых условиях видимости, данные передавались на операционную систему с разделением времени, которая непрерывно обрабатывала входящие данные и определяла расстояние до целей и время полёта ракет, формируя команды управления.
Пусковое устройство
Пусковое устройство включало в себя два подвесных контейнерных блока по двадцать ракет в каждом (такой вариант конфигурации не был окончательным), которые размещались на внешних подкрыльевых или подфюзеляжных узлах подвески вооружения и сопрягались с бортовой электросистемой летательного аппарата-носителя.
Ракета
Ракета представляла собой стабилизируемый вращением снаряд со стержневым металлическим сердечником для поражения бронеобъектов за счёт кинетической энергии. Скорость ракеты в полёте достигала числа M=5 (1715 м/сек). Отстрел ракет предполагалось вести залповым способом по скоплениям бронетехники и очередью по рассредоточенным целям. Наведение ракет на цели в полёте осуществлялось лазерной станцией передачи команд, которая непрерывно сопровождала ракету в полёте лазерным лучом, корректируя её курс. Для этих целей в хвостовой части ракеты находился сенсорный приёмник лазерного излучения. Помимо управляемых ракет были разработаны более дешёвые неуправляемые разновидности различного размера и скорости полёта (под различные сорта ракетного топлива).

## Тактико-технические характеристики
Источники информации : 
Общие сведения
- Самолёт-носитель — A-10, F-16
- Боекомплект — 2 блока × 20 ракет
- Категории поражаемых целей — бронеобъекты любого типа, одиночные и групповые цели

Аэродинамические характеристики
- Аэродинамическая компоновочная схема — нормальная
- Средняя скорость полёта — 5400 … 6174 км/ч

Массо-габаритные характеристики
- Длина — 2920 мм
- Диаметр корпуса — 96,5 мм
- Масса ракеты — 30 кг

Боевая часть
- Тип БЧ — кинетическая стержневая

Двигательная установка
- Тип ДУ — РДТТ